# Grenadawinterkoning
De grenadawinterkoning (Troglodytes grenadensis) is een zangvogel uit de familie Troglodytidae (Winterkoningen). Het is een endemische vogelsoort van het eiland Grenada in het Caraïbisch gebied. 

## Taxonomie
De soort werd in 1878 geldig beschreven door de Amerikaanse vogelkundige George Newbold Lawrence. Dit taxon was lange tijd een ondersoort binnen de soortengroep van de noordelijke en zuidelijke huiswinterkoning. Echter, op grond van onderzoek gepubliceerd in 2024 is de aparte soortstatus verdedigbaar.